# فرانک دی. رابینسون
فرانکلین دیویس «فرانک» رابینسون(به انگلیسی: Franklin Davis "Frank" Robinson) (زاده ۱۴ ژانویه ۱۹۳۰) مهندس هوانوردی و بنیانگذار شرکت رابینسون هلیکاپتر در تورنس، کالیفرنیا است. او سال‌ها به عنوان رئیس، مدیر عامل و رئیس هیئت مدیره شرکت خدمت کرد. در اوایل دهه ۱۹۷۰، او هلیکوپتر رابینسون آر-۲۲ را طراحی کرد، یک هواپیمای غیرنظامی محبوب و سبک، که بعدها به آر-۴۴ تبدیل شد. آر-۴۴ یکی از موفق‌ترین هلیکوپترهای غیرنظامی در تاریخ است.